# Rozkișnie, Tokmak
Rozkișnie (în ucraineană Розкішнє, în germană Kleefeld) este un sat în comuna Kirove din raionul Tokmak, regiunea Zaporijjea, Ucraina. Satul a fost locuit de germanii pontici.   

## Demografie
Componența lingvistică a localității Rozkișnie
     Ucraineană (82,46%)
     Rusă (15,67%)
     Alte limbi (1,87%)
Conform recensământului din 2001, majoritatea populației localității Rozkișnie era vorbitoare de ucraineană (82,46%), existând în minoritate și vorbitori de rusă (15,67%).